# True Blue (後藤沙緒里の曲)
「True Blue」（トゥルー・ブルー）は、後藤沙緒里のシングル。 2007年9月19日にKONAMIから発売された。（販売元はソニー・ミュージックディストリビューション。）

## 概要
表題曲「True Blue」は、テレビアニメ『スカイガールズ』の前期エンディングテーマとして使用された。

## 収録曲
（全作詞：藤林聖子、全作曲・編曲：高木洋）
1. True Blue [3:52]
  - テレビアニメ『スカイガールズ』前期エンディングテーマ
2. 真夜中の小鳥 [4:32]
3. 手紙 [5:02]
4. True Blue（off vocal version）

## 収録アルバム
| 曲名         | 収録アルバム            | 発売日        | 備考            |
| ------------ | ----------------------- | ------------- | --------------- |
| True Blue    | 『twinkle little star』 | 2008年9月24日 | 4thミニアルバム |
| 真夜中の小鳥 | 『twinkle little star』 | 2008年9月24日 | 4thミニアルバム |